# Snoop Dogg (What’s My Name Pt. 2)
«Snoop Dogg (What’s My Name Pt. 2)» (с англ. — «Снуп Дог (Как меня зовут, часть 2») — сингл американского рэпера Snoop Dogg, с его альбома Tha Last Meal. Продюсерами трека стали Timbaland и Master P. Данный трек является второй частью сингла What’s My Name?, с альбома Doggystyle.

## Музыкальное видео
Клип был снят режиссёром Крисом Робинсоном. В клипе также есть Dr. Dre, который сидит на кушетке, изображённый как сутенер со Snoop Dogg, с левой стороны от него. Музыкальное видео было снято в Ванкувере, Британской Колумбии, Канада.

## Позиции в чартах
Песня попала в чарт Billboard Hot 100 под номером #77 и UK Singles Chart под номером #13.

## Список композиций
12-дюймовый сингл
- A1 «Snoop Dogg (Clean)»
- A2 «Snoop Dogg (Explicit)»
- A3 «Snoop Dogg (Instrumental)»
- B1 «Back Up Ho (Clean)»
- B2 «Back Up Ho (Explicit)»
- B3 «Back Up Ho (Instrumental)»

CD-сингл
- «Snoop Dogg (Explicit)»
- «Back Up Ho (Explicit)»

## Чарты
| Чарт                                        | Позиции |
| ------------------------------------------- | ------- |
| Billboard Hot 100                           | #77     |
| UK Top 75                                   | #13     |
| UK Top 40 R&B                               | #6      |
| Dutch Mega Top 100                          | #48     |
| U.S. Hot R&B/Hip-Hop Singles                | #20     |
| U.S. Rhythmic Top 40                        | #11     |
| U.S. Top Radio & Records Airplay — Urban    | #12     |
| U.S. Top Radio & Records Airplay — Rhythmic | #18     |